# Endochironomus nigricans
Endochironomus nigricans är en tvåvingeart som först beskrevs av Oskar Augustus Johannsen 1905.  Endochironomus nigricans ingår i släktet Endochironomus och familjen fjädermyggor. Inga underarter finns listade i Catalogue of Life.